# Hanike, Belur
Hanike là một làng thuộc tehsil Belur, huyện Hassan, bang Karnataka, Ấn Độ.